# Rainbow Point Comfort Station and Overlook Shelter
Le Rainbow Point Comfort Station and Overlook Shelter est un ensemble de bâtiments historiques classés qui sont situés à Rainbow Point, le point culminant du parc national de Bryce Canyon, dans l'État de l'Utah, aux États-Unis. 

## Description
Dessiné en 1939 par le National Park Service et construit en 1940 par le Civilian Conservation Corps, l'architecture est de style rustique (style National Park Service rustic) comme pour de nombreux ouvrages dans les parcs nationaux américains. 
L'ensemble est classé depuis le 25 avril 1995 au Registre national des lieux historiques.